# NGC 1223
NGC 1223 je galaksija u zviježđu Eridan.

## Vanjske poveznice
- SEDS: NGC 1223